# Otto Struve
Otto Struve (12. srpen 1897, Charkov, Ruské impérium – 6. duben 1963, Berkeley, Kalifornie) byl ukrajinsko-rusko-americký astronom. Proslul příspěvky k hvězdné spektroskopii, k problému rotace hvězd a mezihvězdného plynu.

## Život
Pocházel ze slavné astronomické rodiny, která měla kořeny v Holštýnsku a dlouho byla spjata s Estonskem. Otto se narodil v Charkově, který dnes leží na území Ukrajiny, tehdy Ruské říše. V Charkově také vystudoval v letech 1914–1919 univerzitu.
V letech 1919–20 bojoval v bělogvardějské armádě proti bolševikům. Po porážce bílých utekl do Turecka.
Roku 1921 odešel do Spojených států, jejichž občanem se nakonec stal. Byl profesorem univerzity v Chicagu. V letech 1932–1947 vedl Yerkesovu observatoř, později v Texasu, přesněji ve Fort Davisu, založil a vedl McDonaldovu observatoř. V letech 1952–1955 byl předsedou Mezinárodní astronomické unie. V letech 1932–1947 vedl časopis The Astrophysical Journal.
Zkoumal mj. jak tzv. Starkův jev rozšiřuje vodíkové či heliové čáry hvězd spektrálních tříd A a B. Věnoval se také rotační rychlosti horkých hvězd a problému mezihvězdného plynu, zejména v oblastech H II. Vyslovil i několik originálních hypotéz o vzniku a vývoji hvězd.
K jeho hlavním dílům patří knihy Stellar Evolution (1950) a The Universe (1962).